# ママとあそぼう!ピンポンパン
『ママとあそぼう!ピンポンパン』は、1966年10月3日から1982年3月31日までフジテレビで放送された子供向けのテレビ番組。1970年4月1日から1971年10月2日までは「みんなであそぼう!ピンポンパン」と題して放送された。当初はモノクロ放送だったが、1971年4月1日からカラー放送となった。
本項では同番組のリメイク番組として2000年12月4日から2002年4月5日までBSフジで放送されていた『うたであそぼうピンポンパン』についても記述する。

## 概要
NHKの『おかあさんといっしょ』を意識し、番組の進行を「お姉さん」「お兄さん」などと呼んでいた。また、河童のキャラクター・カータンや巨大な唇がトレードマークの毛虫のキャラクター・デベロンも人気を集めた。また、番組中からいくつか広く歌われるようになった歌も生まれており、中でも1971年発売の「ピンポンパン体操」はオリコンの童謡チャートで1位となり、260万枚を売り上げる大ヒットを記録し、1972年の第14回日本レコード大賞童謡賞を受賞している（同曲を作曲した小林亜星のオフィシャルサイトでは大雑把に200万枚以上としている）。
番組名の由来はプッチーニ作曲のオペラ「トゥーランドット」の登場人物で狂言回し役の3人の大臣ピン・ポン・パンPing, Pong, Pangから。
視聴率は、開始当初から長らく3%前後で伸び悩んでいたが、1971年11月〜12月には「ピンポンパン体操」の人気と共に8.5%にまで上昇。1972年3月には幼児向け番組としては異例となる朝の視聴率が7〜8%、夕方の再放送が9〜10%に達した。
毎回、番組のラストに新兵ちゃんの「おもちゃへいこう！」の掛け声を合図に、出演者の子供たちがスタジオセットの大木、「おもちゃの木」の節の中に用意されたおもちゃを取りに行く様子は、テレビの前の子供たちを羨ましがらせた（このコーナーは2代目お姉さんの時代から定着。ただし、土曜日には無かった）。
1972年、第9回放送批評家賞（ギャラクシー賞）を受賞。
1975年からの酒井ゆきえお姉さん時代からは、子役グループの「ビッグ・マンモス」がレギュラーに加入、そして酒井時代後期からレギュラーによる、「にっこり町」を舞台にした町内コメディーをメインにする様になった。

## 番組の終焉とその後
1980年ごろから番組も低迷期に入る。後年には、番組の支え役だった河童のキャラクター・カータンが1981年12月31日で卒業し、1982年1月4日から、新キャラクターのバビちゃんを迎えて番組イメージの刷新を図ったが、1982年3月31日に15年半の歴史に幕を閉じた。最終回では歴代のお姉さん（初代の渡辺直子はVTR出演）や、坂本新兵・金森勢（初代お兄さんとして紹介された）・石村治樹・カータン・富山敬（ドンピー、ラック、ブチャ役）・富田耕生（デベロン、手羽チキン、ワンダー・ワンタン役）や、番組グループのビッグ・マンモスとレディー・バッグ、音楽担当の服部克久などが出演、そして最後は全員で番組オリジナルソング「レッツゴーともだち」を歌い、（井上）「さようなら〜!!」（全員）「さようなら〜!!」と叫ぶと、画面下部に「『さようなら』のむこうは明日のとびら」のテロップが表示されて大団円となった。
2013年5月5日、番組初のDVD化となる『ママとあそぼう!ピンポンパン DVD-BOX』が発売。

## 放送時間
放送時間はいずれも日本標準時。また移動に関する番組は全て関東地区のもの。

### 平日
- 1966年10月3日 - 1968年3月25日：8:15 - 8:55
- 1968年4月1日 - 1970年3月31日：8:00 - 8:45

7:00の情報番組中断に伴い、8:15の『テレビ朝刊』と共に15分繰り上げ。
- 1970年4月1日 - 1971年9月30日：8:10 - 8:55

8:45の音楽系ミニ番組との枠交換で繰り下げ。同時に『みんなであそぼう〜』に改題した。
- 1971年10月1日 - 1974年3月29日：8:00 - 8:45

7:45の『サンケイテレビ朝刊』が1時間繰り下がったことで10分繰り上がり、1年半振りに元の枠に戻った。しかし、お姉さんが渡辺から石毛に変更し、タイトルが『ママとあそぼう〜』に戻るのは10月4日になったため、その間は時間は変更したものの、タイトルは『みんなであそぼう〜』、お姉さんは渡辺直子のままだった。
- 1974年4月1日 - 1975年9月30日：8:00 - 8:40

8:40にミニ番組が設置され、5分短縮。
- 1975年10月1日 - 1977年4月1日：7:45 - 8:15

8:15に『ひらけ!ポンキッキ』が14:00から移動したため、15分繰り上げし、同時に10分縮小。その後1977年春の平日大型改編が4月4日になったため、唯一改編期を越えての放送となる。
- 1977年4月4日 - 1982年3月31日：7:30 - 8:00

7:00の30分アニメ再放送枠が8:30に『あつまれ!チビッコ劇場』（関東ローカル）と命名移動したため、7:30の『FNNニュース7:30』や8:15の『ポンキッキ』と共に15分繰り上げ。

### 土曜日
- 1969年4月5日 - 1970年3月27日：8:00 - 8:45

平日版に2年半遅れて開始した。
- 1970年4月4日 - 1971年9月25日：8:10 - 8:55
- 1971年10月2日 - 1974年3月30日：8:00 - 8:45
- 1974年4月6日 - 1975年9月27日：8:00 - 8:40
- 1975年10月4日 - 1978年3月25日：8:00 - 8:30

平日が『ポンキッキ』移動で繰り上がったのに対し、土曜日は8:30 - 9:00にドキュメンタリー『世界の先生たち』を設置したため（『ポンキッキ』は土曜放送をしていない）、枠を10分縮小したのみのため、初めて平日と土曜の放送枠に差が生じた。
- 1978年4月1日 - 1980年3月29日：7:30 - 8:00

8:00に『チビッコ劇場』が土曜放送を開始したため、30分繰り上げ、2年半で平日・土は元の同枠放送に戻る。
1980年春の改編でワイドショー『ハイ!土曜日です』（関西テレビ制作）が、平日ワイドショー『小川宏ショー』と共に30分繰り上げるのに伴い、『チビッコ劇場』と『世界の先生たち』がそれぞれ30分繰り上がるため廃枠（その後については後述）。

### 変遷
| 期間    | 期間    | 放送時間（日本時間） | 放送時間（日本時間） |
| 期間    | 期間    | 平日                 | 土曜                 |
| ------- | ------- | -------------------- | -------------------- |
| 1966.10 | 1968.03 | 8:15 - 8:55（40分）  | （放送なし）         |
| 1968.04 | 1969.03 | 8:00 - 8:45（45分）  | （放送なし）         |
| 1969.04 | 1970.03 | 8:00 - 8:45（45分）  | 8:00 - 8:45（45分）  |
| 1970.04 | 1971.09 | 8:10 - 8:55（45分）  | 8:10 - 8:55（45分）  |
| 1971.10 | 1974.03 | 8:00 - 8:45（45分）  | 8:00 - 8:45（45分）  |
| 1974.04 | 1975.09 | 8:00 - 8:40（40分）  | 8:00 - 8:40（40分）  |
| 1975.10 | 1977.03 | 7:45 - 8:15（30分）  | 8:00 - 8:30（30分）  |
| 1977.04 | 1978.04 | 7:30 - 8:00（30分）  | 8:00 - 8:30（30分）  |
| 1978.04 | 1980.03 | 7:30 - 8:00（30分）  | 7:30 - 8:00（30分）  |
| 1980.04 | 1982.03 | 7:30 - 8:00（30分）  | （廃枠）             |

## 出演者

### 歴代のお姉さん役
お姉さん役は、フジテレビの若手女子アナウンサーが担当し、当時はアイドルアナウンサーの登竜門だった。
- 初代:渡辺直子（1966年10月3日 - 1971年10月2日）愛称は『直子おねえさん』
- 2代目:石毛恭子（1971年10月4日 - 1975年4月5日）愛称は『恭子おねえさん』
- 3代目:酒井ゆきえ（1975年4月7日 - 1979年3月31日）愛称は『ゆきえおねえさん』
- 4代目:大野かおり（後に大野香菜（おおの かな）に改名、1979年4月2日 - 1981年4月3日）愛称は『かおりおねえさん』
- 5代目:井上佳子（後に井上淳子（いのうえ じゅんこ）→本間淳子（ほんま じゅんこ）に改名、1981年4月6日 - 1982年3月31日）愛称は『佳子（けいこ）おねえさん』。なおこの事に関しては後述。

### 歴代のお兄さん役
- 初代お兄さん:佐久間俊直（1966年 - 1968年）
- 2代目お兄さん:金森勢[9] （1968年 - 1979年） - ダンサーで振り付け師・金森穣の父。
- 3代目お兄さん:宮澤芳春[10] （1979年10月 - 1982年3月） - 宮澤佐江の父。

### 他の出演者
- 新兵ちゃん:坂本新兵（1966年10月3日 - 1982年3月31日） - 唯一の皆勤者。
- ぼんぺいちゃん:？（直子お姉さん時代に出演してた模様） - 何か手がかり欲しい人物。
- ガンちゃん:石村治樹[11]（1974年4月 - 1982年3月）
- わじまさん:輪島直幸（1981年 - 1982年） - 主に工作コーナーを担当。番組終盤の体操（「ピンポンパンディスコNo.1」「ピンポンパンディスコNo.2」）にも参加していた。
- ロビンさん（1981年4月6日 - 1982年3月31日）ｰ「ザ・チョッキー」のコーナーで英語と日本語によるネタを披露。バビちゃんとのコンビで「Ｈi！バビ！」の挨拶からトークを始めるのが定番。英語の童謡「Head Shoulders Knees & Toes」をフリ付きで佳子おねえさん、ビッグ・マンモス、レディーバッグと共に歌っている。
- ビッグ・マンモス（劇団いろはほか所属、1975年 - 1982年）
- レディー・バッグ（1981年 - 1982年） - マイコ（岡本舞子）、ヒロミ、カオリの少女三人組のユニット。

### マスコット・人形劇キャラ
- カータン:大竹宏（1968年 - 1981年） - カッパのキャラクター。大竹自身が声優だけではなく着ぐるみの中にも入って演技をしていた。中程のCMに入る前のアイキャッチは原則としてカータンの担当だった。1981年12月31日大晦日、カータンが『タカハタ山』[12]に帰る事になったため、番組を卒業。1982年3月31日の最終回に、3ヶ月ぶりに登場した。
- デベロン:富田耕生 - 毛虫のキャラクター。のちに「ブチャブチャアワー」→「ブチャワンショー」コーナーに出てくる「ワンダー・ワンタン」の声もあてた。
- ダバダバダ3兄弟- 石毛時代前期の「ダバダバダショー」コーナーの主人公。
モンピー:はせさん治 - 3兄弟の長男。イメージカラーは緑。嫌味のない優等生キャラだが、少々抜けているところもある。
トンピー:富山敬 - 3兄弟の次男。イメージカラーは赤。やんちゃ坊主だが根性があり、一度他の兄弟にはない活躍を見せている。富山はのちに「ブチャ猫」の声もあてた。
ヤンピー:小原乃梨子 - 3兄弟の三男。イメージカラーは橙。明るく無邪気だが、それが元で他のキャラのひんしゅくを買うことも多い。
- キャッホ：田の中勇 - 「ダバダバダショー」コーナーの脇役。曲紹介などを担当だが、やたらうるさい。
- ドルキー・フォン・ドルシャック：大塚周夫 - 「ダバダバダショー」の脇役で敵役的な存在。金にうるさい。
- ラック:富山敬 - 石毛時代末期の「いたずらだいすき」の主人公であるウサギ。
- アンクル:八奈見乗児 - 「いたずらだいすき」の脇役である老騎士。
- マーキー:大塚周夫 - 「いたずらだいすき」の脇役であるオオカミ。
- ギャッビー:小原乃梨子 - 「いたずらだいすき」の脇役である赤ん坊。
- 手羽チキン先生：富田耕生 - 「いたずらだいすき」の脇役。
- パクちゃん:三輪勝恵 - ヘビのキャラクター。後に白髪以外全く同じのパクちゃんのおばあちゃんも登場する。
- ボンボちゃん :増山江威子 - 初代:渡辺直子時代の赤鬼の子のキャラクター。「いっちにぃのさん、ボンボちゃ〜ん!」というお姉さんのかけ声で登場していた。
- バビちゃん:秋山るな - 5代目:井上佳子時代、最末期に当たる1982年1月4日にカータンに代わって登場。ウサギのキャラクター。1982年3月31日の最終回まで出演。
- 刑事ジャガー:富山敬 - マスコットではないが、番組中期にあった紙芝居コーナー「ピンポンパン紙芝居」内で紹介された推理もの紙芝居の主人公キャラ。刑事ジャガーは劇画調のジャガーの頭部ないし覆面をした刑事のキャラクターで、富山が進行役のブチャとダブルキャストで、二枚目風で演じ、タイガーマスクを彷彿させた。
- おじゃま虫 - 同じくマスコットではなく、「ピンポンパン紙芝居」内で紹介された「快傑おじゃま虫」の主人公キャラ。「おじゃマント」という自我を持ったマントを装着している。「おじゃま虫」の名称は、放送当時中外製薬のゴキブリ駆除剤「バルサンZ」のCM（東海林さだお製作のアニメ）から流用。
- 悪役コンビ - 末期の番組前半のコーナーで行われた「?」と書かれた扉から人質を助けるゲームで、「むしばかめん」（声:黒部駄夢）と「ジョリジョリマン」(声:石原澄雄）が悪役として活躍している。「むしばかめん」と「ジョリジョリマン」は番組オリジナル曲『オレたち虫ジョリ族』の題材になり、番組内で歌われている。
- トッポ・ジージョ（声:団しん也）- 3代目:酒井ゆきえ時代の1978年、「トッポ・ジージョ」の人形劇コーナーに出演。

## 番組中で使われた歌

### 番組オリジナル曲
あ行
- 青空特急（作詞：石原信一、作曲・編曲：すぎやまこういち）
- あつまりましたよッ！ピンポンパン（作詞：山元護久、作曲・編曲：服部克久）
- あたふたバンバン（ピンポンパン体操 '76）（作詞：山元護久、作曲：小林亜星、編曲：青木望）
- 熱く!バビューン!（作詞・作曲：森雪之丞、編曲：あかのたちお）
- あの子の心はボクのもの（作詞：荒井由実、作曲：村井邦彦、編曲：瀬尾一三）
- あの字（作詞・作曲：たきのえいじ、編曲：瀬尾一三）
- アメリカ生まれの日本の子（作詞・作曲：みなみらんぼう、編曲：千代正行）
- いいんだいいんだソング（作詞：伊藤アキラ、作曲：服部克久）
- いなずまロック（作詞：石原信一、作曲・編曲：すぎやまこういち）
- イヤイヤマン（作詞：荒木とよひさ、作曲・編曲：馬飼野俊一）
- 海のだいかぞく（作詞・作曲：みなみらんぼう、編曲：田辺信一）
- おはようさんさんピンポンパン（ピンポンパン体操 '77）（作詞：荒木とよひさ、作曲：井上忠夫、編曲：馬飼野康二）
- おーい かばくん（作詞：中川いつこ、作曲：中川ひろたか、編曲：越部信義）※後に『ひらけ!ポンキッキ』でも歌われた。
- おどってみようよ（作詞：若谷和子、作曲：服部克久）
- おふろのかぞえうた（作詞：阿久悠、作曲：小林亜星、編曲：筒井広志）※『ひらけ!ポンキッキ』で使われた曲とは同名異曲。歌詞には「いかりや長さん」が登場している。
- おやすみなさいは一度だけ（作詞：鈴木悦夫、作曲・編曲：服部克久）

か行
- カータンのえかきうた「きつね」（作詞：山元護久、作曲：服部克久）※絵かき歌の著作者は複数名いるかもしれない
- かたづけサッサッサッ（作詞：橋本淳、作曲：小林亜星、編曲：筒井広志）
- 風がふけば風がふく（作詞：伊藤アキラ、作曲・編曲：井上忠夫）
- 君にタッチダウン（作詞：石原信一、作曲・編曲：森田公一）
- 黄色い自転車（作詞・作曲：マイク真木）
- キュルルピア（作詞：山元護久、作曲・編曲：服部克久）
- グッド・モーニング（作詞：石原信一、作曲・編曲：すぎやまこういち）※アニメは月岡貞夫、発音指導はジェリー伊藤
- コマーシャルたいそう（作詞：伊藤アキラ、作曲：森田公一、編曲：高田弘）

さ行
- ザ・しりとり（作詞：鈴木悦夫、作曲・編曲：クニ河内）
- サンボのジャングル大通り（作詞：杉紀彦、作曲・編曲：服部克久）※童話『ちびくろサンボ』をモチーフにした曲。現在、後述のCDには収録されている。
- 社長さんスッテンコ（作詞：前川忠司、作曲・編曲：八木正生）
- ジージョの夢うらら（作詞：岡田冨美子、作曲・編曲：惣領泰則）
- ジージョのはつこい（作詞・作曲：たきのえいじ、編曲：服部克久）
- ジャストンピン（作詞：山元護久、作曲：服部克久）
- シャンプーマン（作詞：山元護久、作曲・編曲：服部克久）
- スープはいかが（作詞：石川 良、作曲：杉本真人、編曲：高田弘）
- すてきな感情（作詞：ちあき哲也、作曲：筒美京平、編曲：萩田光雄）
- ストップ・ゲーム（ピンポンパン体操 '81）（作詞：森雪之丞、作曲・編曲：宮川泰）
- ズルッとな（作詞：榎 雄一郎、作曲・編曲：服部克久）※ブチャとワンタンのギャグ「ズルっとな!!」をフューチャーした歌で、2匹が歌っている。
- 正調デベロンおんど（作詞：中村しのぶ、作曲：小林亜星、編曲：筒井広志）※デペロンのテーマソング。
- そばかすつけた女の子（作詞：山元護久、作曲・作曲：服部克久）

た行
- たんぽぽの風船（作詞：さいとう大三、作曲・編曲：馬飼野俊一、アニメ：月岡貞夫）
- タンタンはやしうた（作詞：中村しのぶ、作曲：小林亜星、編曲：筒井広志）
- チュンパラ・ブギ（ピンポンパン体操 '75）（作詞・作曲：みなみらんぼう、編曲：萩田光雄）
- ドロンコマーチ（作詞：橋本淳 、作曲：筒美京平）
- ドロンチョドロドロヨゴラッタ（作詞：阿久悠、作曲：小林亜星、編曲：筒井広志）
- とんがらし（作詞・作曲：イルカ、編曲：服部克久）
- ともだちいっぱいピンポンパン（作詞：鈴木悦夫、作曲・編曲：服部克久）※4代目：大野かおりがデビューした1979年の番組テーマ曲。
- ドリーム・ボーイ（作詞・作曲：つのだひろ、編曲：小笠原 寛）

な行
- ないないづくし（作詞：山本護久、作曲：服部克久、絵：加藤晃）

は行
- パジャママンのうた（作詞：阿久悠、作曲・編曲：森田公一）《石毛恭子バージョン》※2006年に日本コロムビアの子供向けCD『2006年 はっぴょう会(4)〜轟轟戦隊ボウケンジャー〜』で田中真弓がカバーした。
- パジャママンのうた（作詞：阿久悠、作曲：森田公一、編曲：丸山雅仁）《酒井ゆきえバージョン》
- ハチャメチャ音頭（作詞・鈴木悦夫、作曲・編曲：服部克久）
- 花火のうた（作詞・作曲：たきのえいじ、編曲：木田高介）
- パンダちゃん（作詞：山元護久、作曲：服部克久）
- ピッピ・ビューティー（作詞：スギ紀彦、作曲・編曲：服部克久）
- 火の玉ロック（作詞：石原信一、作曲：すぎやまこういち、編曲：あかのたちお）
- ピンクのバニー（作詞：山元護久、作曲：服部克久）
- ピンポンパン（作詞：阪田寛夫、作曲：山本直純）※初代・渡辺直子時代の番組テーマ曲。
- ピンポンパンおうえん歌（作詞：山元護久、作曲・編曲：越部信義）
- ピンポンパン体操（1971年版、作詞：阿久悠、作曲：小林亜星）※歌詞には「王選手」が登場している。
- ピンポンパン体操 '72（作詞：阿久悠、作曲：小林亜星）※正式な曲名は「ピンポンパン体操」であるが、1971年版との識別を容易にする目的で、オムニバスCDなどでは通例的に「ピンポンパン体操 '72」「ピンポンパン体操（その2）」などと表記される。また、1971年版を「ピンポンパン体操（ずんずん…）」、1972年版を「ピンポンパン体操（そっくり…）」と表記されたこともある。
- ピンポンパン体操 '74（作詞：阿久悠、作曲：小林亜星）
- ピンポンパンだよ!ピン（作詞：山元護久、作曲：渡辺岳夫、編曲：松山祐士）※3代目:酒井ゆきえがデビューした1975年頃の番組のテーマ曲。
- ピンポンバンディスコNo.1 (歌：宮澤芳春、スカッシュ&ミュージックメン）
- ピンポンパンディスコNo.2 (歌：宮澤芳春、スカッシュ&ミュージックメン)
- ピンポンパンのうた（作詞：山元護久、作曲：渡辺岳夫）※2代目：石毛恭子がデビューした1971年の番組のテーマ曲。
- ピンクの貯金箱（作詞：山元護久、作曲・編曲：服部克久）
- ブッチュン・キッスだ!ピンポンパン（ピンポンパン体操 '80）（作詞：荒木とよひさ、作曲・編曲： 大野雄二）
- へそくり音頭（作詞：岡田冨美子、作曲・編曲：三沢 郷）
- ぼくとドラねこ（作詞：山元護久、作曲・編曲：あかのたちお）
- ぼくひとりっこ（作詞：冬杜花代子、作曲・編曲：服部克久）
- ぼくらのジャガー（作詞：山元護久、作曲：服部克久）
- ぼくらは未来のベーブ・ルース（作詞：古志由美子（視聴者の作品を募集した企画「うたをありがとう」の入選作）、補作詞：山元護久、作曲・編曲：服部克久）
- 星物語（作詞：橋本 淳、作曲・編曲：すぎやまこういち）

ま行
- ミクロの探検隊（ピンポンパン体操 '78）（作詞：阿木耀子、作曲：宇崎竜童、編曲：クニ河内）

や行
- 屋根にのぼれば（作曲：鈴木悦夫、作曲・編曲：服部克久）
- ゆくぞ!ビッグ・マンモス（作詞：石原信一、作曲・編曲：すぎやまこういち）

ら行
- レッツゴーともだち（作詞：山元護久、作曲：筒美京平、編曲：高田弘）※JASRACのデータでは山元の作詞となっているが、当時のレコードや近年発売されたベスト盤CDには作詞：岩谷時子とある。※ゆきえおねえさん最終日（金曜版）、および最終回のエンディング曲としても使われた。
- ロボラボ・ピンポンパン（作詞：阿久悠、作曲：小林亜星、編曲：鈴木慶一）

### その他の楽曲
童謡以外の、歌謡曲や洋楽のポピュラー・ソングを原曲とする曲が多くみられる。洋楽の中には、日本で一般に知られている訳詞ではなく、子供向けの詞がつけられたものもある。NHK「みんなのうた」で取り上げられた曲と重なるものも多い。
- あいうえおばけ（元はザ・ビートルズの曲）
- イエロー・サブマリン（元はザ・ビートルズの曲）
- 犬のおまわりさん（作詞：佐藤義美、作曲：大中恩の童謡）
- うさぎのダンス（作詞：野口雨情、作曲：中山晋平の童謡）
- うちのお父さん（元はかぐや姫の曲。イラストは西岸良平）
- おなかのへるうた（作詞：阪田寛夫、作曲：大中恩の童謡）
- オブラディ・オブラダ（元はザ・ビートルズの曲）
- お祭りマンボ（元は美空ひばりの曲。1・2番の後半とコーダはカット）
- おもちゃのチャチャチャ（作詞：野坂昭如、補作詞：吉岡治、作曲：越部信義の童謡）
- オレンジ村から春へ（元はりりィの曲）
- かもめの水兵さん
- 気のいいあひる（大野時代にはブチャとワンタンがアヒルの扮装で登場、「アヒルが人間に追われる」場面では、オペレッタ『天国と地獄』のワンフレーズを使用）
- キャンディマン（『夢のチョコレート工場』挿入歌で、サミー・デイヴィスJr.によっても歌われた“The Candy Man”のカバー）
- ニッキ・ニャッキ（第11回ゼッキーノ・ドーロ入賞曲）
- こぐまのテディ（元はエルヴィス・プレスリーの曲）
- ことりのうた
- 五匹のこぶたとチャールストン
- コングラチュレーション（クリフ・リチャードの楽曲。『スター誕生!』の合格場面や『オールスター紅白水泳大会』・『オールスター寒中水泳大会』の表彰場面で使用された楽曲。かおりおねえさん最終日に使用された）
- 線路はつづくよどこまでも
- ぞうさん
- そよ風に乗って（元はマージョリー・ノエルの楽曲）
- チキチキバンバン（映画『チキ・チキ・バン・バン』の主題歌）
- 手のひらを太陽に
- てんとう虫のサンバ（元はチェリッシュの曲、アニメは月岡貞夫）
- トム・ピリビ（元はジャクリーヌ・ボワイエ（フランス語版）の曲）
- 日曜日に雨はいらない（ミュージカル『心を繋ぐ6ペンス』より）
- パパはママが好き（1960年にジョルジュ・ゲタリー（英語版、フランス語版）、イベット・ジローらの競作で発表された曲）Papa Aime Maman
- 春よ来い（作詞：相馬御風、作曲：弘田龍太郎の童謡）
- ピッコリ・ピッコロ（作詞・作曲：François Llenas（フランス語版） & Fred Freed（フランス語版） 　訳詞：岩谷時子）アニメは月岡貞夫
- ビビデバビデブ（ディズニー作品の『シンデレラ』より）
- ピンクの戦車（元ははしだのりひことシューベルツの曲）
- 負けるもんか（作詞：岡田冨美子、作曲：メレディス・ウィルソン） I A'INT DOWN YET
- ママごめんなさい（作詞：アントニエッタ・デ・シモーネ（イタリア語版） 作曲：エディリオ・カポトスティ（イタリア語版））第5回ゼッキーノ・ドーロ優勝曲
- みんなでシュポポ　→ロコモーション（元はキャロル・キングの曲）
- やぎさんゆうびん
- 山の音楽家
- 雪
- レイン・ドロップス（『明日に向って撃て!』の主題歌“Raindrops Keep Fallin' on My Head”のカバー）
- わらの中の七面鳥
- わんぱくマーチ（『わんぱく戦争』(War of the Buttons)の主題歌のカバー)

など、童謡多数

## CD
- 2008年12月17日、ポニーキャニオンからCD「ママとあそぼう!ピンポンパン ベスト・セレクション」が発売。石毛時代以降の曲（主に主題歌と体操）を収録した。なお渡辺時代の楽曲は未収録。
- 2019年、日本コロムビアからCD「ママとあそぼう!ピンポンパン SONG COLLECTION」シリーズが発売。まず6月19日にビッグ・マンモスによる楽曲を集めた「ママとあそぼう!ピンポンパン ビッグ・マンモス SONG COLLECTION」を発売、続いて石毛時代以降の楽曲を、「石毛恭子イヤーズ」「酒井ゆきえイヤーズ」「大野かおり/井上佳子イヤーズ」に分けて発売された。ここでも渡辺時代の楽曲は未収録。

## 備考
- 石毛時代と酒井時代では、おねえさんの交代回は土曜版がネットされていない地域に配慮して、金曜日と土曜日の2回に渡って行われていた。
- 『みごろ!たべごろ!笑いごろ!』では、「ピンポンパン体操」をパロディにしたコント「暢子・四朗のピンピンピン」が、「志村けんのだいじょうぶだぁ』でも、同じく「ピンポンパン体操」をパロディにしたコント「パイのパイのパイ体操」が、それぞれ放送されていた。また、『とんねるずのみなさんのおかげです』のオープニングテーマ「フッフッフッってするんです」は、「ピンポンパン体操」をモチーフにした楽曲である。
- 作家でコラムニストの竹内義和が酒井ゆきえにカータンについて質問したところ、酒井は第一声で「あのエロガッパね!」と返し、収録中に臀部を触られていた事を明かした[13]。
- 「パジャママンのうた」を原案にした藤子・F・不二雄の漫画作品『パジャママン』が、1973年 - 1974年にかけて講談社の幼児向け雑誌に連載された。アニメ化の予定もあったが、実現しなかった。漫画は原作者名が作詞した阿久悠、連載が講談社という藤子不二雄作品でも異色の顔ぶれとなっている。
- 2000年、カータンのキャラクター商品がリバイバルで発売された。
- 渡辺時代には番組終了後、当時の番組スポンサーの一つであるポッカレモン（現：ポッカサッポロフード&ビバレッジ）の生CMを放送、番組に参加した子供たちに、ポッカレモンから作ったソフトドリンクを振る舞うというタイアップCMだった。
- 1980年3月まで放送されていた土曜日版は、幼児が幼稚園・保育園単位で出演、更に平日版の母親代わりとして幼稚園・保育園の先生も出演していた。また土曜のみのコーナーとして、「おはなしおじさん」朗読による「おはなしコーナー」が存在していた。そして先述の通りエンディングでの「おもちゃへ行こう」は行われない代わりに、当時小学館から「小学館の絵文庫」シリーズの一環として発売された「うたの絵本 ママとあそぼう!ピンポンパン」の宣伝をした。
- 1974年 - 1979年には、1980年代のフジテレビ躍進の立役者である横澤彪がプロデューサーを務めた。
- 酒井時代の1975年5月2日には、小川宏がフジテレビ全番組に出演するイベント『5・2小川宏のテレビアタック24時間!!』の一環として、小川宏が出演した。酒井が『ママとあそぼう!ピンポンパン』の3代目おねえさんとしてデビューして、まだ間もない頃であった。
- 酒井時代の1976年10月、『ママとあそぼう!ピンポンパン』が放送10周年を迎えた。1976年10月18日・1976年10月19日の『ママとあそぼう!ピンポンパン』では、渡辺（初代おねえさん）、石毛（2代目おねえさん）、そして酒井（3代目おねえさん）を含めた3代の“おねえさん”が出演した[14]。なおこれより前の10月5日には、『小川宏ショー』でも番組10周年を記念して、3代おねえさんが出演した[15]。
- 酒井時代の1976年12月31日の『ママとあそぼう!ピンポンパン』では、1976年の締めくくりとして「1976 ピンポンパン紅白歌合戦」を開催した。審査員として、シンガーソングライター・フォークシンガーのはしだのりひこ、女優・タレントの松島トモ子が出演した[16]。
- 酒井時代の1977年4月8日には、萩本欽一がフジテレビ全番組に出演するイベント『欽ちゃんのドーンと24時間』の一環として、萩本欽一が出演した。
- 酒井がお姉さんだった時代、1976年から1978年までの毎年12月31日には、酒井も出演した子供向け年末特別番組『わんぱくチビッコ大集合!』が放送され、1976年には『ひらけ!ポンキッキ』のガチャピンとムック、1977年は『欽ちゃんのドンとやってみよう!』（第2期）の萩本欽一と前川清と、それぞれ共演した。
- 酒井時代の1978年には、4月3日放送の期首特番『オールスター春の祭典スペシャル』に出演し、『ポンキッキ』のガチャピンとムック、そして当時のレギュラーである高橋愛美・はせさん治（当番組にも出演有り）・パンチョ加賀美と共演した。そして番組では双方のヒット曲を番組出演者たちと歌い、最後は皆で「ピンポンパン体操」と踊った事が有った。この後1981年3月30日には『オールスター春の祭典スペシャル』に出演（最後の出演）、応援役の「ウリコミマン」として、初代江戸家小猫（後の四代目猫八）の長女・岡田真由美と長男・真一郎（当時3歳。現：五代目猫八）も出演した。なお1981年放送版は大野時代だったが、番組に出演したお姉さんは大野ではなく井上だった。
- 井上時代の1981年11月12日には、この年の10月から日曜日朝に生放送されていた石森章太郎原作の『ロボット8ちゃん』の宣伝を兼ねて、8ちゃんとエバポリスがスタジオに駆けつけて子供たちとの触れ合いを行った。
- 2007年12月6日放送の「まるまるちびまる子ちゃん」において、石原さとみがお姉さん役となりピンポンパン体操が番組内で再現された。この時の石原の衣装は、3代目お姉さんである酒井ゆきえバージョンのものを再現していた[17]。
- 1978年頃、番組の枠内でイタリアの人気キャラクター「トッポ・ジージョ」の人形劇コーナーが設けられていた。声は団しん也が担当した。
- 関東地区では放送開始から1年半後の1968年4月から、平日17:00枠で当日放送分の再放送が行われていた。再放送は1978年9月に打ち切られた後、1979年10月から平日16:30枠で再開されたが、年内に打ち切った。なお、土曜版は一貫して再放送されなかった。また、1974年と1975年の夏には、特別編成として『いなかっぺ大将』（1974年）と『鉄腕アトム（第1作）』（1975年）がそれぞれ再放送されていたことから、その間は当番組の再放送は休止された。
- 番組終了から6年後の1987年3月20日、同局の金曜おもしろバラエティ「ぼくら冒険王・今夜よみがえる栄光のあの番組たち」にて「ママとあそぼう!ピンポンパン」の復刻版が放送された。6代目お姉さんとして山田邦子、体操のお兄さんとして渡辺徹が出演した[18]。それから10年後の1997年4月4日、同局の特別番組『ザッツお台場エンターテイメント!』（第5夜。主題歌の38年。司会：ナインティナイン）にて、2代目から5代目までの歴代お姉さんが集合、またカータン・体操のお兄さんこと金森勢・ガンちゃんこと石村治樹も出演し[注 9]、当時放送中の『ポンキッキーズ』から出演したガチャピン・ムック・Pちゃんと共演した。なお初代の渡辺直子は今回も出演せず、また坂本新兵は前年（1996年）の6月30日に逝去していたため出演しなかった。
- 番組終了直後の1982年4月3日、同局の土曜7:30 - 8:00に設置された30分単発特別番組枠『雑学百科』（ - 1983年3月26日）で、『ピンポンパン』の派生番組を放送[19]。ここでは佳子おねえさん時代の出演者が登場（人形はカータンではなくバビ）、輪島が「工作マンのワジさん」として登場し、おねえさんと工作や寸劇などを行った[20]。放送番組は次の通り[19]。

| 放送日 （1982年） | サブタイトル          |
| ----------------- | --------------------- |
| 6月5日            | ピンポンパン工作教室  |
| 7月3日            | ピンポンパン工作教室  |
| 7月24日           | うたおうピンポンパン  |
| 8月21日           | ピンポンパン工作教室  |
| 10月1日           | うたおうピンポンパン2 |
| 10月8日           | うたおうピンポンパン3 |

## 放送局（1966年の放送開始から1982年の終了まで）
系列はネット終了時のもの。
| 放送対象地域           | 放送局         | 系列                                                                                          | 備考 |
| ---------------------- | -------------- | --------------------------------------------------------------------------------------------- | --- |
| 関東広域圏             | フジテレビ     | フジテレビ系列                                                                                | 制作局 |
| 北海道                 | 北海道文化放送 | フジテレビ系列                                                                                | 1972年1月14日のサービス放送開始から番組終了まで |
| 岩手県                 | 岩手放送       | TBS系列                                                                                       | 現・IBC岩手放送 番組終了まで 1972年10月から1973年9月時点は、月曜 - 金曜 17:00 - 17:45に放送。                                                                                              |
| 秋田県                 | 秋田テレビ     | フジテレビ系列 テレビ朝日系列                                                                 | 1969年10月開局から番組終了まで。 1971年8月から1973年9月時点は同時ネット。 |
| 山形県                 | 山形テレビ     | フジテレビ系列                                                                                | 1970年4月開局から番組終了まで。 1971年8月から1973年9月時点は同時ネット。 |
| 宮城県                 | 仙台放送       | フジテレビ系列                                                                                | 1967年10月から番組終了まで同時ネット。 |
| 福島県                 | 福島中央テレビ | フジテレビ系列 テレビ朝日系列                                                                 | 1971年4月 - 1971年9月に放送。 月曜 - 金曜 17:00 - 17：45 |
| 福島県                 | 福島テレビ     | TBS系列 フジテレビ系列                                                                        | 1973年4月から1975年3月まで放送。 月曜 - 金曜 10:55 - 11:40（1973年4月 - 1973年12月） 月曜 - 金曜 10:45 - 11:30（1974年1月 - 1974年3月） 月曜 - 木曜 10:45 - 11:25（1974年4月 - 1975年3月） |
| 新潟県                 | 新潟総合テレビ | フジテレビ系列 テレビ朝日系列                                                                 | 現・NST新潟総合テレビ 1971年10月25日から番組終了まで。 |
| 山梨県                 | 山梨放送       | 日本テレビ系列                                                                                | 1975年頃に夕方枠で放送 |
| 長野県                 | 長野放送       | フジテレビ系列                                                                                | 1969年4月開局から番組終了まで ただし、開局当初は平日版のみ17時からの放送だった |
| 静岡県                 | テレビ静岡     | フジテレビ系列                                                                                | 1968年12月開局から番組終了まで |
| 富山県                 | 富山テレビ     | フジテレビ系列                                                                                | 1969年4月開局から番組終了まで ただし、開局当初は平日版のみ17時からの放送だった |
| 石川県                 | 石川テレビ     | 1969年4月開局から番組終了まで 開局当初から早朝版（月 - 土）と夕方の再放送（平日のみ）共に放送 | |
| 福井県                 | 福井テレビ     | 1969年10月開局から番組終了まで 夕方枠で放送                                                   | |
| 中京広域圏             | 東海テレビ     | 1981年3月まで                                                                                 | |
| 三重県                 | 三重テレビ     | 独立UHF局                                                                                     | 1975年頃に夕方枠で放送 東海テレビと並行で放送 |
| 近畿広域圏             | 関西テレビ     | フジテレビ系列                                                                                | 土曜版は放送なしの時期あり |
| 鳥取県                 | 日本海テレビ   | 日本テレビ系列 （およびフジテレビ準系列・NETテレビ準系列）                                    | 1970年3月までの時点では未ネット 1972年9月の山陰相互乗り入れ開始による打ち切りまで |
| 島根県 ↓ 島根県 鳥取県 | 山陰中央テレビ | フジテレビ系列                                                                                | 開局から1972年3月までの正式社名は島根放送（愛称テレビしまね） 1970年4月開局から番組終了まで 1972年9月の山陰相互乗り入れまでは島根県でのみの放送                                            |
| 岡山県 ↓ 岡山県 香川県 | 岡山放送       | フジテレビ系列                                                                                | 開局から終了までの愛称はテレビ岡山 1970年4月1日から番組終了まで 1979年4月の岡山・香川相互乗り入れまでは岡山県でのみの放送                                                                  |
| 広島県                 | 広島テレビ     | フジテレビ系列 日本テレビ系列                                                                 | 1972年4月28日から1975年3月28日まで（土曜版は放送なし） 1975年4月から9月は広島県では未放送                                                                                                  |
| 広島県                 | テレビ新広島   | フジテレビ系列                                                                                | 1975年10月開局から番組終了まで |
| 山口県                 | 山口放送       | 日本テレビ系列 テレビ朝日系列                                                                 | 番組終了まで 1974年3月までは17:00 - 17:45 1974年4月から1975年9月までは17:00 - 17:40 その後は16:45 - 17:15に放送                                                                            |
| 徳島県                 | 四国放送       | 日本テレビ系列                                                                                | 1975年頃に夕方枠で放送 |
| 香川県                 | 西日本放送     | 日本テレビ系列                                                                                | 1968年9月30日から1970年3月26日まで |
| 愛媛県                 | 愛媛放送       | フジテレビ系列                                                                                | 現・テレビ愛媛 1969年12月開局から終了まで |
| 高知県                 | 高知放送       | 日本テレビ系列                                                                                | 1975年頃に夕方枠で放送 |
| 福岡県                 | テレビ西日本   | フジテレビ系列                                                                                | |
| 佐賀県                 | サガテレビ     | フジテレビ系列                                                                                | 1969年4月開局から番組終了まで |
| 長崎県                 | テレビ長崎     | フジテレビ系列 日本テレビ系列                                                                 | 1969年4月開局から番組終了まで 当局最初のネット番組である |
| 熊本県                 | テレビ熊本     | フジテレビ系列 日本テレビ系列 テレビ朝日系列                                                  | 1969年4月開局から番組終了まで |
| 大分県                 | テレビ大分     | フジテレビ系列 日本テレビ系列 テレビ朝日系列                                                  | 1970年4月開局から1979年2月まで 土曜版に限り最終回まで |
| 宮崎県                 | テレビ宮崎     | フジテレビ系列 日本テレビ系列 テレビ朝日系列                                                  | 1970年4月開局から番組終了まで |
| 鹿児島県               | 鹿児島テレビ   | フジテレビ系列 日本テレビ系列 テレビ朝日系列                                                  | 1969年4月開局から1981年3月まで |
| 沖縄県                 | 沖縄テレビ     | フジテレビ系列                                                                                | 1969年4月のFNN加盟からネットを開始し、日本に復帰した1972年5月から正式に開始、以降番組終了まで                                                                                              |

## うたであそぼうピンポンパン
『うたであそぼうピンポンパン』は、2000年12月4日から2002年4月5日までBSフジで『ママとあそぼう!ピンポンパン』のリメイク番組として放送された子供向けテレビ番組である。放送前に公表された仮題は「デジタルピンポンパン」であった。放送時間は毎週月曜 - 金曜 18:00 - 18:30 （日本時間）。再放送は毎週月曜 - 金曜 8:00 - 8:30 （日本時間）。
BSフジ開局に伴い平日の夕方と朝を中心に編成された子供向け番組群の1つである。同時期に放送された子供向け番組には『PLAY ROOM』『Myポンキッキーズ』『ディズニーGOGO5 アラジンの大冒険』『世界名作劇場 完結版』などがある。

### 番組内容
番組進行を務めるお兄さんとして花田勝、お姉さんには西村ちさと、アシスタントのお兄さんとして山元全、高橋竜大が出演した。 番組キャラクターは熊のビンゾー。花田を除いた3人は音楽ユニットTOMATO CUBEのメンバーである。
番組のオープニングはスタジオで出演者と子供達が一緒にピンポンパン体操を踊る。花田が元大相撲力士だったことから、この版では歌詞の「王選手」は「お相撲さん」に改変された。その後はお兄さんお姉さん達がゲームやクイズをするコーナー、『ポンキッキーズ』で放送された歌やショートアニメ、著名人が幼稚園や保育園に赴き子供達と料理や工作などをする様子を撮影したレポートなどで占められた。『ママとあそぼう!ピンポンパン』と内容は異なり、『ポンキッキーズ』のコンテンツやキャラクターを流用・共用した再編集番組の傾向が強い。
同時に放送されたデータ放送では、リモコンのボタンを押すことでタンバリン・トライアングル・カスタネットの音色をテレビの音声に重ねて出すことができた。これらの電子打楽器は番組内で歌や音楽が放送された際に、視聴者の幼児も一緒に演奏をしてもらおうという意図の下で制作されたものである。
| BSフジ 夕方の子供向け番組 | BSフジ 夕方の子供向け番組                             | BSフジ 夕方の子供向け番組 |
| 前番組                    | 番組名                                                | 次番組                    |
| ------------------------- | ----------------------------------------------------- | ------------------------- |
| （開局前につきなし）      | うたであそぼうピンポンパン （2000年12月 - 2002年4月） | 東京キッズクラブ          |